# Gaston Calmette
Gaston Calmette (ur. 30 stycznia 1858 w Montpellier, zm. 16 marca 1914 w Paryżu) – francuski dziennikarz.

## Życiorys
Był bratem bakteriologa Alberta Calmette. Od 1903 związany z dziennikiem Le Figaro. W tym okresie nakład Le Figaro był niski i wynosił 32 000 egzemplarzy.
W 1914 gazeta rozpoczęła negatywną kampanię wobec ówczesnego ministra finansów Josepha Caillauxa, a 16 marca Calmette zapowiedział opublikowanie treści listów, które pisali do siebie Henriette i Joseph, wówczas żonaty z Berthą. Tego też dnia Henriette Caillaux (obecna żona ministra) odwiedziła dyrektora Le Figaro, od którego zażądała zwrotu listów. Po burzliwej rozmowie i odmowie wydania listów, pani Caillaux wyciągnęła z mufki rewolwer i go zastrzeliła.
Marcel Proust zadedykował mu powieść W stronę Swanna (1913), pierwszy tom cyklu W poszukiwaniu straconego czasu, która początkowo była drukowana we fragmentach w Le Figaro.